# Les Métairies
Les Métairies is een gemeente in het Franse departement Charente (regio Nouvelle-Aquitaine) en telt 504 inwoners (2004). De plaats maakt deel uit van het arrondissement Cognac.

## Geografie
De oppervlakte van Les Métairies bedraagt 5,2 km², de bevolkingsdichtheid is 96,9 inwoners per km².
De onderstaande kaart toont de ligging van Les Métairies met de belangrijkste infrastructuur en aangrenzende gemeenten.

## Demografie
Onderstaande figuur toont het verloop van het inwonertal (bron: INSEE-tellingen).